# Joseph Sidney Yorke
Sir Joseph Sidney Yorke (Londra, 6 giugno 1768 – Spithead, 5 maggio 1831) è stato un politico e ammiraglio inglese.

## Biografia
Era il figlio di Charles Yorke (1722-1770), e della sua seconda moglie, Agneta Johnston.

## Carriera militare
Si arruolò nella Royal Navy all'età di 11 anni, diventando un guardiamarina a bordo della HMS Duke, sotto il comando di Sir Charles Douglas, il 15 febbraio 1780. Seguì Douglas a bordo della HMS Formidable. Partecipò alla Battaglia delle Saintes.
In seguito venne trasferito con Douglas a bordo della HMS Assistance e, poi, sulla HMS Salisbury, sotto il comando di Sir Erasmus Gower. Trascorse tre anni in servizio a bordo della Stazione di Terranova.
Il 16 giugno 1789 fu promosso a tenente e fu trasferito a bordo della HMS Adamant, sotto l'ammiraglio Sir Richard Hughes.
In seguito servì come tenente a bordo della HMS Tisbe e HMS Victory e nel febbraio 1791 è stato nominato comandante della corvetta HMS Rattlesnake. Rimase a bordo della corvetta fino allo scoppio della guerra con la Francia nel 1793. È stato promosso a capitano il 4 febbraio 1793 e gli venne affidato il comando della fregata HMS Circe.
Nell'agosto 1794 venne trasferito sulla HMS Stag e continuò a servire nella Manica e, di tanto in tanto, nel Mare del Nord.
Il 31 luglio 1810 fu promosso al grado di ammiraglio. Navigò il Tago, portando rinforzi per l'esercito di Arthur Wellesley, che combatteva nella guerra peninsulare.

## Carriera politica
Nel 1790 si erse come candidato per la circoscrizione di Reigate. Fu rappresentante del borgo fino al 1806, quando fu eletto come membro per St. Germans. Nel 1812 fu rappresentante di Sandwich, carica che mantenne fino al 1818, quando venne rieletto per Reigate, che rappresentò fino alla sua morte.

## Matrimoni

### Primo Matrimonio
Sposò, il 29 marzo 1798, Elizabeth Weake Rattray (?-20 gennaio 1812), figlia di James Rattray. Ebbero cinque figli:
- Charles Yorke, IV conte di Hardwicke (2 aprile 1799-17 settembre 1873);
- Lady Agneta Elizabeth (?-8 luglio 1851), sposò Robert Bevan, ebbero sette figli;
- Sir Henry Reginald (30 ottobre 1803-26 settembre 1871), sposò Flora Elizabeth Campbell, ebbero sette figli;
- Sir Thomas (20 aprile 1805-3 maggio 1885), sposò Emily Radcliffe, non ebbero figli;
- Sir Granthan Munton (14 febbraio 1809-2 ottobre 1879), sposò Marian Emily Montgomery, ebbero tre figli.

### Secondo Matrimonio
Sposò, il 22 maggio 1813, Lady Urania Paulet (1767-27 dicembre 1843), figlia di George Paulett, XII marchese di Winchester. La coppia non ebbe figli.

## Morte
Il 5 maggio 1831 stava tornando da una visita dall'ammiraglio Henry Hotham, a bordo della HMS St. Vincent, ormeggiato a Spithead. Era sulla strada per tornare a riva a bordo dello yacht Catherine, in compagnia di Matthew Barton Bradby e Thomas Young, e un marinaio di nome John Chandler, quando la barca venne colpita da un fulmine, capovolgendola. Tutti a bordo morirono annegati. I corpi furono recuperati e un'inchiesta la dichiarò morte accidentale. Fu sepolto presso la tomba di famiglia, nella chiesa parrocchiale a Wimpole.